# Edoardo Driquet
Edoardo Driquet (Buda, 6 novembre 1824 – Firenze, 28 ottobre 1916) è stato un generale, politico e agente segreto italiano.

## Biografia
Edoardo Driquet è uno di quei patrioti ungheresi che sceglie l'Italia come patria d'elezione. Nel 1838 è cadetto nel reggimento Ceccopieri. Nel 1845 diviene sottotenente e combatte nel 1848 in Italia. Nel 1851 viene a far parte dell'Esercito del Regno di Sardegna, militando prima nel 5º reggimento e poi nello Stato Maggiore. Combatte durante la seconda guerra di indipendenza alla battaglia di San Martino, ove ottiene l'Ordine Militare di Savoia.
Con l'unità d'Italia raggiunge nel 1863 il grado di colonnello e gli viene affidato il nascituro Ufficio I, primo embrione dell'intelligence italiano. La scelta del comandante e di alcuni suoi collaboratori è dovuta al vantaggio della conoscenza delle lingue che si parlano nell'impero.
Nel marzo 1866 è inviato al seguito del generale Giuseppe Govone a Berlino per negoziare con Bismarck e von Moltke l'alleanza italo-prussiana che porta alla terza guerra di indipendenza. All'indomani della sconfitta nella battaglia di Custoza vengono riversate sull'Ufficio I accuse di inefficienza che ne causano il subitaneo scioglimento.
Nel 1877 Driquet è nominato maggiore generale e comandante della divisione Palermo. A seguire è comandante in seconda del corpo di Stato Maggiore, comandante delle divisioni Brescia e Verona. Nel 1887 ottiene il comando dell'VIII Corpo d'armata.
Nel marzo 1891 Driquet è nominato dal presidente del Consiglio di Rudinì membro della commissione d'inchiesta sulle brutalità commesse nella colonia d'Eritrea dal tenente dei carabinieri Livraghi e dall'ufficiale di polizia Cagnassi.
Nel 1894 è posto in ausiliaria. Il 25 ottobre 1896 è nominato Senatore del Regno e nel 1899 va a riposo dal Regio Esercito.